# Merope (nome)
Merope  è un nome proprio di persona italiano femminile.

## Varianti
- Maschili: Meropio[1]

### Varianti in altre lingue
- Catalano: Mèrope
- Francese: Mérope
- Greco antico: Μερόπη (Merópē)[2][4][5][6]
  - Maschili: Μέροψ (Merops)[5][6]
- Latino: Merope[1][2][4][5]
  - Maschili: Meropius[1]
- Inglese: Merope
- Polacco: Merope
- Portoghese: Mérope
- Russo: Меропа (Meropa)
- Spagnolo: Mérope

## Origine e diffusione

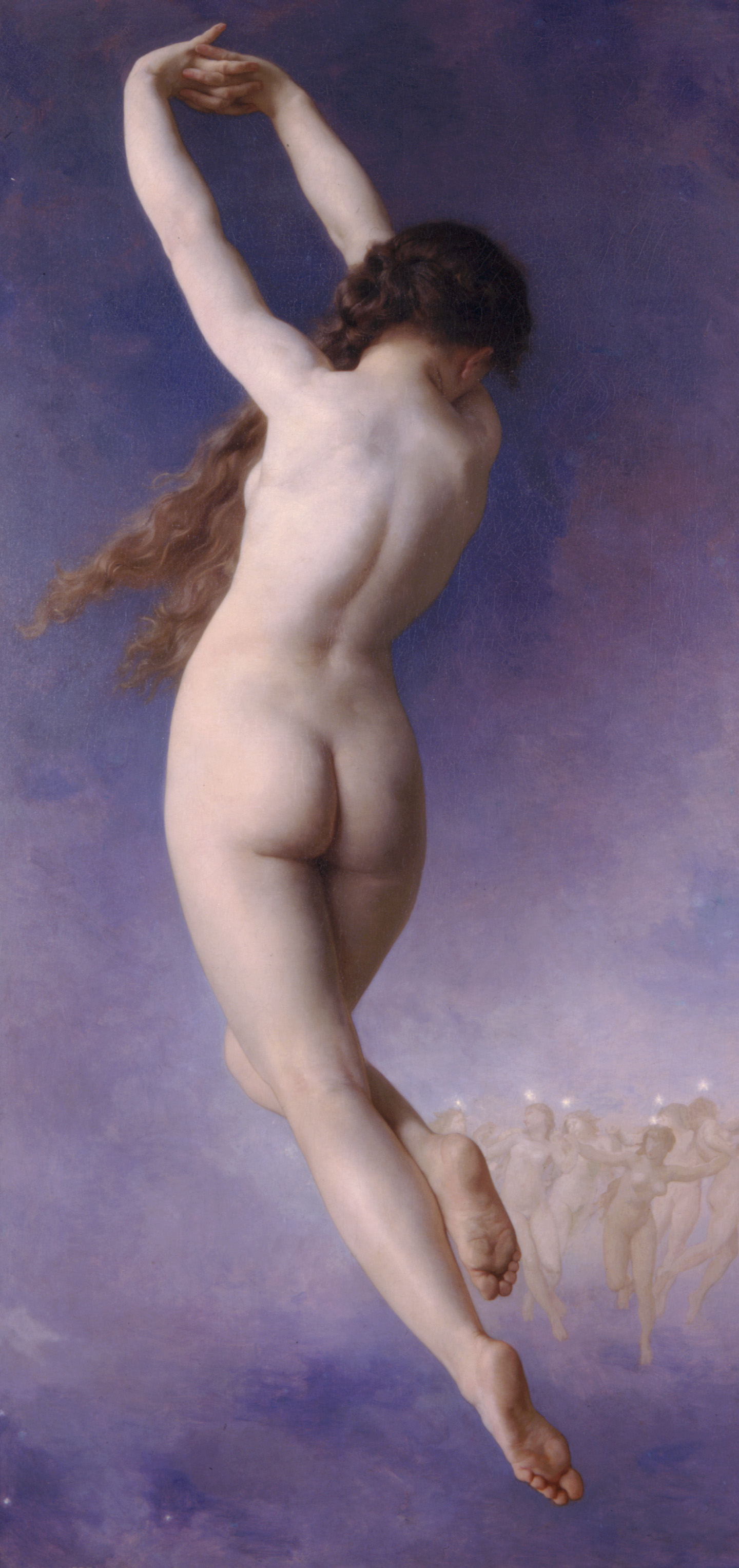
Merope in un dipinto di William-Adolphe Bouguereau

Continua il greco antico Μερόπη (Merópē), basato sull'aggettivo μέροψ (mèrops), utilizzato già da Omero, ma dal significato incerto: l'etimologia classica lo considera un composto di μείρω (mèirō "dividere") ed ὄψ (ops, "voce"), con il significato di "colei che articola la voce" o "dalla voce articolata", sebbene vada notato che, nell'onomastica greca, l'elemento -oψ (da cui anche nomi come Calliope e Antiope) sia più correttamente interpretato come "viso". Tra le spiegazioni moderne, la più plausibile, avanzata da Fick, lo considera un composto di μέριμνα (mérimna, "cura", "pensiero") ed ὄψις ("sguardo", "viso"), con il significato complessivo di "dall'aspetto pensieroso" e, quindi, "dal viso intelligente". Va segnalato, inoltre, che il termine μεροψ venne usato da Eschilo per indicare gli esseri umani, e alcune fonti gli attribuiscono il significato di "mortale" (nel senso di "non immortale").
È un nome di tradizione classica, portato da diverse figure della mitologia greca, come ad esempio Merope, una delle Pleiadi, e soprattutto Merope, moglie di Cresfonte, protagonista di svariate tragedie e opere liriche; queste ultime, insieme con il libro di poesie di Gabriele D'Annunzio Merope, sono in gran parte responsabili dell'utilizzo odierno del nome in Italia. La sua diffusione è comunque scarsa, limitata perlopiù alla Toscana e all'Emilia-Romagna, con scarse occorrenze nel resto del Nord e del Centro. La corretta pronuncia, in italiano, è sdrucciola, ossia "Mèrope", con l'accento sulla prima sillaba.

## Onomastico
Il nome Merope è adespota, non essendo portato da alcuna santa patrona; l'onomastico si può festeggiare il 1º novembre, giorno di Ognissanti. Va notato che su diversi calendari italiani appare, in data 13 luglio (o il 14), una "santa Merope": la santa in questione, una martire di Chio citata negli Acta Sanctorum, si chiama però Myrope o Myrops.

## Il nome nelle arti
- Merope. Canti della guerra d'oltremare è una raccolta di poesie scritta da Gabriele D'Annunzio.
- Merope, personaggio del film Edipo re diretto da Pier Paolo Pasolini e interpretata da Alida Valli.
- Merope Gaunt è un personaggio dei romanzi della serie Harry Potter, scritti da J. K. Rowling.
- Merope Generosa, personaggio fittizio ideato dall'attrice comica italiana Anna Marchesini.